# شلومي اربايتمان
شلومي اربايتمان (بالعبرية: שלומי ארבייטמן‏) (14 مايو 1985 بنتانيا في إسرائيل - ) هو لاعب كرة قدم إسرائيلي في مركز الهجوم. شارك مع منتخب إسرائيل تحت 21 سنة لكرة القدم ومنتخب إسرائيل لكرة القدم. أما مع النوادي، فقد لعب مع بيتار القدس ومكابي حيفا ونادي غينت ونادي فيسترلو ونادي مونز ونادي هبوعيل بئر السبع ونادي هبوعيل تل أبيب وهبوعيل حيفا وهبوعيل بتاح تكفا ‏.

## وصلات خارجية
- شلومي اربايتمان على موقع قاعدة بيانات كرة القدم.إي يو (الإنجليزية)
- شلومي اربايتمان على موقع ناشيونال فوتبول تيمز (الإنجليزية)
- شلومي اربايتمان على موقع Soccerway.com (الإنجليزية)